# Line Kjærsfeldt
Line Højmark Kjærsfeldt (født 20. april 1994 i Århus) er en dansk badmintonspiller. Hun lå pr. 28. juni 2019 nr. 19 på verdensranglisten i single og nr. 111 i mixeddouble. Hun blev udtaget til OL i 2016.